# Oppen (Adelsgeschlecht)

Wappen derer von Oppen

Oppen ist der Name eines alten obersächsisch-märkischen Adelsgeschlechts.

## Geschichte
Die Familie erscheint urkundlich erstmals mit dem Ritter Konrad von Opin, der in einer Urkunde vom 1. Dezember 1271 als Castellan im sächsischen Belzig erwähnt wird. Sein Sohn Tilo, Ritter, besaß kurzzeitig die benachbarte Burg Rabenstein.
Die Stammreihe beginnt erst mit Rudolf von Oppen, der von 1361 bis 1388 urkundlich belegt ist und mit umfangreichen Grundbesitz in Schlalach, in Sandberg, Wittbrietzen, Deutsch-Bork und Nichel, sämtlich bei Treuenbrietzen gelegen, ausgestattet war. Rudolfs Urenkel Mathias von Oppen auf Sandberg und Schlalach ist der genealogische Ahnherr der heutigen Oppen. Besonders erwähnenswert ist ein Enkel von ihm, der Administrator, der Dienststellung eines (evangelisch) Erwählten Bischofs entsprechend, des Stifts Magdeburg und Amtshauptmann zu Zinna (Amt Zinna), Kaspar von Oppen (1516–1577). Sein Epitaph befindet sich bis heute in einer kleinen ostsüdlichen Nebenabside der Klosterkirche St. Maria Kloster Zinna. 
Von der Belziger Gegend aus verbreitete sich das Geschlecht nach Kursachsen, Brandenburg (unter anderem Kossenblatt, Krausnick (bis 1724/1728), Werder, Falkenberg, Pritzhagen, Tornow und Altfriedland) und Anhalt, später auch nach Preußen und Schlesien sowie Holstein. Entsprechend waren die Oppen somit Kirchenpatron ihrer Gutsdörfer, wie bei der Dorfkirche Krausnick, und deren eingekirchten Gemeinden, oder der Dorfkirche Kossenblatt.

### Familienzweige
Durch Namens- und Wappenvereinigungen mit den Friccius von Schilden (auf Gut Haseldorf, Holstein) bzw. den Freiherren von Huldenberg entstanden 1832/1833 die Linie von Oppen-Schilden und 1840 Oppen von Huldenberg.

## Wappen
Das Stammwappen zeigt in Blau ein mit einer roten Rose belegtes silbernes Schrägkreuz. Auf dem Helm mit blau-silbernen Decken ein aus abwechselnd roten und silbernen Rosen bestehender Kranz, der um einen silbern-gestulpten blauen Spitzhut gewunden ist. Auf diesem stehen drei natürliche Pfauenfedern hinter einem aufwärts gekehrten silbernen Halbmond.

## Bekannte Familienmitglieder

Matthias von Oppen, Dekan des Domkapitels Halberstadt (um 1565–1621)

- Kaspar von Oppen (1516–1577), auf Kossenblatt u. Nichel, Amtshauptmann/Amt Zinna, (siehe auch: II. Linie 1. Ast Alt-Gatersleben)
- Hans von Oppen, auf Schlalach
  - Matthias von Oppen (Dekan) (um 1565–1621), Ökonom und Kirchenpolitiker
  - Hans Friedrich von Oppen (1578–1634), auf Fredersdorf, kurfürstl. brandenb. Oberhofmeister, Amtshauptmann
    - Ludwig von Oppen (1663–1716), Domherr von Brandenburg, Mitbegründer der dortigen Ritterakademie[6]
      - Ludwig von Oppen (1704–1779), preußischer Oberst und Kommandeur des Kürassier-Regiments Nr. 2 „Prinz von Preußen“, auf Fredersdorf mit Weitzgrund und Egelinde
        - Joachim Friedrich Wilhelm von Oppen (1747–1815), preußischer Generalmajor
- Barthold von Oppen (urk. 1568–vor 1577), auf Nichel und Sandberg, Vorfahre der Linie Helmsdorf, der Häuser Niemegk und Jütrichau

I. Linie 1. Ast Fredersdorf:
- Albert 1. Freiherr[7] Oppen von Huldenberg (1810–1889), Fideikommissherr auf Fredersdorf, und Lydia Gräfin u. Edle Herrin zur Lippe-Biesterfeld (1824–1897)
  - Hans Oppen von Huldenberg (1852–1918), sächsischer Oberst, Freiherrenstand in Primongenitur
    - Hans-Carl Freiherr von Oppen-Huldenburg (1911–1943), auf Fredersdorf, Oberleutnant d. R. (Letzter m. V. seiner Linie).[8]

II. Linie 1. Ast Alt-Gatersleben:
- auch Kaspar von Oppen (1516–1577) auf Gut Kossenblatt u. Nichel, Amtshauptmann zu Zinna
  - Georg von Oppen (1548–1609)
    - Kaspar von Oppen (um 1593–1649) auf Kossenblatt u. Nichel
      - Friedrich von Oppen (1629–1680) auf Kossenblatt
        - Friedrich Wilhelm von Oppen (1664–1709) auf (Alt)-Gatersleben, Kossenblatt
          - Georg Wilhelm von Oppen-Kossenblatt (1694–1748) auf Gatersleben mit Nachterstedt, Grabstein[9] i. d. Marienkirche Salzwedel[10]
- Deren Folge-Generationen:
- Georg Wilhelm von Oppen (1731/2–1771)
  - Friedrich Wilhelm von Oppen (1759–1823),
  - Adolf Friedrich von Oppen (1762–1834), preußischer Generalleutnant
    - Erste Ehe:
      - Georg von Oppen (1795–1876), preußischer Generalmajor
      - Hermann von Oppen (1805–1886)
        - Hans Ludwig Waldemar von Oppen (1837–1901), Frei-Gutsbesitzer im heutigen Berliner Ortsteil Adlershof (Bismarck von Adlershof; letzter Gutsbesitzer dort), Kommunalpolitiker im damaligen Landkreis Teltow[11]

      - Adolf von Oppen (1807–1884), preußischer Oberstleutnant

    - Dritte Ehe:
      - Karl von Oppen (1824–1896), preußischer Generalleutnant, Kommandant von Breslau
        - Erste Ehe:
          - Georg von Oppen (1858–1915)
            - Rudolf von Oppen (1887–1954), deutscher Generalmajor
              - Georg-Sigismund von Oppen (1923–2008), deutscher Offizier und Widerstandskämpfer gegen den Nationalsozialismus

        - Zweite Ehe:
          - Heinrich von Oppen (1869–1925), Gutsbesitzer von Altfriedland und Metzdorf; Verwaltungsbeamter, Parlamentarier und Polizeipräsident
          - Matthias von Oppen (1873–1924), Regierungspräsident vom Reg.-Bez. Allenstein (1918–1924) und Landrat in Samter (1904)
            - Konrad von Oppen (1904–1987), Abgeordneter des Niedersächsischen Landtages (1959–1970)
            - Christian Günther von Oppen (* 1906)
              - Georg-Wilhelm von Oppen (* 1945), Jurist und bis 2008 Bürgermeister von Kirchzarten; Sohn des Forstmeisters Christian-Günther von Oppen und der Edelgard Freiin von Richthofen-Kuhnern

          - Konrad von Oppen (1875–1914) und Hella von Ruville (1879–1966)
            - Eberhard von Oppen (1908–1943), deutscher Hauptmann
              - Gebhard von Oppen (1938–2023), Physiker, Professor an der TU Berlin, Autor zahlreicher Fachpublikationen
                - Felix von Oppen (* 1966), Physiker, Professor an der Freien Universität Berlin

            - Dietrich von Oppen (1912–2006), Theologe und Sozialethiker, Familien-Chronist

          - Joachim von Oppen (1879–1948), Rittergutsbesitzer und Landwirtschaftsfunktionär
            - Elisabeth von Falkenhausen, geb. von Oppen-Dannenwalde (1923–2021), Autorin

II. Linie 2. Ast 1. Zweig:
- Gustav von Oppen (1867–1918), Linie Helmsdorf, preußischer Oberst,[12] Ritter des Ordens Pour le Mérite

II. Linie 2. Ast 2. Zweig 2. Haus:
- Gustav Karl von Oppen (1813–1880), auf Sandberg
  - Rudolf von Oppen (1855–1927), deutscher Jurist und Präsident des Sächsischen Oberverwaltungsgerichts, Linie Sandberg-Jütrichau